# Carmen Susana Simões
Carmen Susana Simões (Almada, Região de Lisboa, 8 de Março de 1973) é uma cantora e letrista portuguesa de música gótica e darkwave, caracterizada por um registo de voz muito melancólico e profundo.
Iniciou a profissão musical nas bandas gothic rock Poetry of Shadows e Isiphilon. Em 1997 Carmen tornou-se a vocalista principal da famosa banda darkwave Aenima. Desde 2005 é a vocalista da banda gothic metal Ava Inferi. Participa em 2007, no álbum Under Satanæ dos Moonspell.

## Discografia

### Álbuns
- Essence (1997, com Isiphilon)
- Revolutions (1999, com Aenima)
- Never Fragile (2002, com Aenima)
- Sentient (2003, com Aenima)
- Burdens (2006, com Ava Inferi)
- The Silhouette (2007, com Ava Inferi)
- Blood of Bacchus (2009, com Ava Inferi)